# Neivamyrmex antillanus
Neivamyrmex antillanus é uma espécie de formiga do gênero Neivamyrmex.